# Minor-suit asking
Minor-suit asking is  een biedconventie in het bridgespel die, zoals de naam al aangeeft, informeert naar het lage-kleurenbezit van de partner.
Het doel is in het algemeen om na een SA-opening van partner te onderzoeken of 
- een lage kleuren slem mogelijk is.
- SA mogelijk is (juist met kortheid in een lage kleur)
- SA mogelijk beter is dan hoge kleur (wanneer beide spelers dezelfde 4333 verdeling hebben)

De conventie komt het meeste voor als uitbreiding op de Stayman dan wel de Niemeijer conventie.
Na Stayman 1SA-2♣-2iets of Niemeijer 2SA-3♣-3♦/3SA geeft 3♣ respectievelijk 4♣ de lage kleuren interesse aan.
Het antwoordenschema is na 3♣
3♦: vijfkaart klaver of ruiten
3♥: relay
3♠ : klaver
3SA : ruiten
3♥: vierkaart klaver, geen vierkaart ruiten
3♠:   vierkaart ruiten, geen vierkaart klaveren
3SA:  geen óf beide vierkaarten in de lage kleuren
Bij een 3SA-antwoord is uit het eerdere bieden bekend welke situatie van toepassing is : wanneer géén vierkaart hoog is aangegeven is het beide, wanneer wél een of beide vierkaarten hoog is aangegeven is het geen.
De antwoorder kan nu troefkleur en eindcontract bepalen dan wel een slempoging doen.